# Roeux Communal Cemetery
Roeux Communal Cemetery is een begraafplaats gelegen in de Franse plaats Roeux (Pas-de-Calais). De militaire graven worden onderhouden door de Commonwealth War Graves Commission.
De begraafplaats telt 21 geïdentificeerde Gemenebest graven uit de Tweede Wereldoorlog.